# Carl August Söderman (sångare)
Carl August Söderman, född 13 oktober 1860 i Stockholm, död 15 februari 1916 där, var en svensk operasångare (basbaryton) och regissör.

## Biografi
Söderman, som var son till tonsättaren August Söderman, studerade i Frankrike och Italien under åren 1888–1891. Han hade engagemang vid Operan i Stockholm 1885–1887 och 1893–1910. Under åren 1891–1892 sjöng han vid Stora Teatern i Göteborg för August Lindbergs operasällskap.
Från 1906 var han även verksam som regissör. Han hade ett stort rollgalleri och var den förste på Stockholmsoperan att spela Kothner i Mästersångarna i Nürnberg 1887, Wotan i Valkyrian 1895 och Alberich i Rhenguldet 1901.
Söderman var gift med operasångerskan Erica Bergenson och far till operettsångerskorna Ingalill Söderman och Greta Söderman.

## Rollporträtt

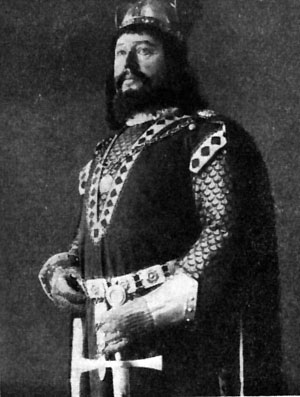
Som Bengt Gautesön i Gillet på Solhaug på Stockholmsoperan 1902.

## Teater

### Regi (urval)
| År   | Produktion           | Upphovsmän                                            | Teater        |
| ---- | -------------------- | ----------------------------------------------------- | ------------- |
| 1910 | Dagens lejoninna     | Karl Gilck                                            | Oscarsteatern |
| 1911 | Reskamraten          | Nanna Wallensteen                                     | Oscarsteatern |
| 1911 | Det stora geniet     | Edmund Eysler och Felix Dörmann                       | Oscarsteatern |
| 1911 | Till kejsaren        | Georg Jarno och Reinhard Buchbinder                   | Oscarsteatern |
| 1912 | Chokladsoldaten      | Oscar Straus och Rudolph Bernauer                     | Oscarsteatern |
| 1912 | Moderna kvinnor      | Jean Gilbert, Georg Okonkowski och Alfred Schönfeld   | Oscarsteatern |
| 1912 | Gasparone            | Karl Millöcker                                        | Oscarsteatern |
| 1913 | Furstebarnet         | Franz Lehár och Victor Léon                           | Oscarsteatern |
| 1914 | På tu man hand       | Franz Lehár, Alfred Maria Willner och Robert Bodanzky | Oscarsteatern |
| 1915 | Orfeus i underjorden | Jacques Offenbach, Henri Meilhac och Ludovic Halévy   | Oscarsteatern |